# سيراس أولني
سيراس أولني هو محامي وقاضي وقانوني وسياسي أمريكي، ولد في 11 أكتوبر 1815 في جنيف في الولايات المتحدة، وتوفي في 21 ديسمبر 1870 في أستوريا في الولايات المتحدة. نشط حزبياً في الحزب الجمهوري. وقد انتخب عضو مجلس نواب أوريغون ‏.